# Paul Henry
Paul Henry (6 de setembre de 1912 - 6 d'octubre de 1989) fou un futbolista belga.

## Selecció de Bèlgica
Va formar part de l'equip belga a la Copa del Món de 1938.